# ゴーマニズム宣言SPECIAL 大東亜論 巨傑誕生篇
『ゴーマニズム宣言SPECIAL 大東亜論 巨傑誕生篇』（ゴーマニズムせんげんスペシャル だいとうあろうん きょけつたんじょうへん）は、漫画家・小林よしのりの著書。2014年（平成26年）1月13日発行。小学館刊。

## 概要
2012年（平成24年）から2014年（平成26年）にかけて、著者が発表した漫画に描き下ろしを加えて構成されている。
本作の主題は、日本とアジア諸国との関わりを、その原点から見つめ直すことである。幕末から明治、そして大東亜戦争に至るまでの激動の時代に多くの人々が活躍したが、それらは歴史に埋もれていた。そうした人々に光を当てることで、彼らの思想を読み解く。その思想とは、西洋の帝国主義からアジアを開放しようという独立自存の精神である。その中心的人物として本作で描かれているのが、頭山満である。
2015年12月9日には第2巻「愛国志士、決起ス」、2017年7月24日には第3巻「明治日本を作った男達」、2019年5月28日には第4巻「朝鮮半島動乱す!」が発売されたが、連載していた『SAPIO』が不定期誌になったことにより、打ち切りとなった。

## 主な内容

### 巨傑誕生篇

#### 頭山満
頭山満は、本作の最重要人物である。それは頭山の思想が、当時の社会状況を読み解く上で欠かせないものであり、また現代にも通じることが多分にあるからである。
頭山は、西洋の植民地支配から脱却するために、アジアは連帯しなければならないと考えていた。そして日本は、その中心的役割を果たさなければならないという信念を持っていた。これが「大東亜共栄圏」の思想に繋がる。こうした頭山の思想には、西郷隆盛の影響が大きい。また頭山の国家観として、政府は国民の福利厚生を疎かにしてはいけないこと、人々が1つの考えに偏ったら国家が傾いてしまうこと、等が挙げられる。

#### 不平等条約の改正
ペリーの来航によって、日本は日米和親条約、更に日米修好通商条約という不平等な条約を結ばされた。これら条約を改正することは、明治政府の急務であった。しかし政府は欧米に対して弱腰であるばかりでなく、積極的に日本を欧米化しなければならないと考えていた。その象徴が鹿鳴館である。政府がこのような姿勢だったため、条約改正案でも日本に不利な内容を突き付けられた。その最たるものが、日本の大審院（現在の最高裁判所）に、外国人判事を任命する規定である。
こうした政府の態度に国民は怒りを募らせた。頭山満やその周囲でも、条約改正を阻止するための議論が激しくなった。しかし打開策は見つからなかった。そして明治22年（1889）10月18日、来島恒喜が大隈重信に爆弾を投擲する事件が起きる。来島はその場で自決。これにより、条約改正は阻止された。頭山は来島に対して、「天下の諤々は君が一撃にしかず」という賛辞を送っている。

#### 自由民権運動
明治維新によって、幕藩体制は終わりを告げた。しかし維新で功績を挙げた薩摩藩・長州藩の出身者は大規模な派閥を作り、新政府の大勢を占めた。これを「藩閥政治」と言い、これを打倒するために始まったのが自由民権運動である。頭山満が中心となった玄洋社も、自由民権結社として誕生した。
自由民権運動の元々の理念は、国権を確立して西洋に対抗することである。そのためには、民権を確立して広く国民の意見を聞くことが必要という考えである。これが不平等条約の改正と、そのための国会開設という目標になる。しかし内輪揉めや政府の弾圧などにより、運動は次第に政府へ吸収されていった。その間、玄洋社は行動を控え、時期を待った。

#### 朝鮮との関係
清を宗主国と仰いでいた朝鮮は、明治9年（1876）に開国した。しかし国内には旧来の伝統に固執する人々が多かった。そうした中で、近代国家の建設を目指すグループもあった。その代表的人物が金玉均である。金は自国より先に近代化を進めていた日本を手本として、日本政府に支援も要請した。しかし清との全面衝突を恐れた政府は、支援に消極的であった。これに対して玄洋社は一貫して金玉均を支援した。頭山満が金自身の才能を見抜いたことと、西洋に対抗するために朝鮮の独立が不可欠だったことが理由である。

#### 日本の性文化
作中では、吉原における頭山満の様子が描かれる。それに伴い、遊女たちの貧しかった過去やその時代背景、更には日本人の性に対する意識について書いている。しかしこれらは西洋人には理解できず、それが現在の慰安婦問題にも繋がっている。

#### 現代への批判
本作では当時と現在の社会情勢を比較し、批判を加えている箇所もある。
頭山満を中心とした人々は、欧米諸国の外圧に対抗するためには、日本が自立してアジア諸国を導かなければならないと考えていた。しかし現代では、日米同盟に依存して、中国や韓国に対して強硬姿勢を示す言説が盛んになっている。これは頭山らの思想とは正反対である。
　
また昨今、主にインターネット上で排外主義的な言論が溢れている。その中には、街頭に出て差別的なスピーチを行う集団もいる。しかしその本質は、仲間といることで承認欲求を満たしたい人間の集まりである。こうした現象に顕著な現代人の弱さに対して、本作は「一人でいて淋しくない人間になれ」という頭山の言葉を紹介している。
これらの批判に共通しているのは、自主独立の精神を持つことの重要性である。その精神に欠ける言動に対して、著者である小林よしのりは一貫して批判を行っている。